# NFC
NFC (на английски: near-field communication) е набор от мрежови протоколи за безжична комуникация между две устройства. Извършва се на разстояние около 4 cm (не повече от 10 cm), като връзката между устройствата се осъществява чрез електромагнитна индукция в антените на двата NFC чипа. Обикновено връзката е с ниска скорост, но основното предимство е, че се осъществява мигновено, без да е необходимо допълнително настройване.
NFC добива широка популярност заради удобството, което предоставя. По този начин работят безконтактните банкови карти, чиповете за контрол на достъпа, телефоните, с които може да се плаща на ПОС и други.

## История
NFC се основава на принципа на радиочестотната идентификация. По създаването и разпространението на NFC стандарта са работили много компании, включително Sony, Philips и Nokia. Изработването и внедряването на тази технология е по-евтино в сравнение с конкурентната технология Bluetooth, която има почти същите функции. Комуникацията се осъществява на честота 13,56 MHz по радиоинтерфейс съгласно ISO/IEC 18000-3 и при скорости, вариращи от 106 kbit/s до 424 kbit/s.